# Мико Петров
Мико Петров е български журналист.

## Биография
Дългогодишен водещ на радио предаванията „Неделя 150“, „Хоризонт за вас“, „Хоризонт на вълните на младостта“ по БНР.
Основател на вестник „Кеш“. На младини е сред основателите на клуб „Иван Ефремов“.
Почива внезапно на 8 април 1999 г. поради алергична реакция след упойка.

## Публикации

### Фантастика
- 1970 г. – „Рожден ден“